# The District
The District è una serie televisiva statunitense trasmessa su CBS dal 2000 al 2004 e in Italia fu trasmessa su Rai 2 dal 29 novembre 2004 al 2008.
Il protagonista Jack Mannion, interpretato da Craig T. Nelson, è un comandante di polizia, un personaggio ispirato alle gesta di Jack Maple, che negli anni novanta rivoluzionò la lotta al crimine, in particolare nella città di New York.

## Trama
La serie narra la vita quotidiana del Comandante Jack Mannion e della squadra, alle prese con la criminalità di Washington. Mannion era agente di polizia di New York e comandante della polizia a Newark, nel New Jersey ed ha la fiducia dei suoi agenti e dei suoi detective per risolvere casi.

## Episodi
La serie è stata trasmessa per quattro stagioni, per un totale di 89 episodi.
| Stagione         | Episodi | Prima TV USA | Prima TV Italia |
| ---------------- | ------- | ------------ | --------------- |
| Prima stagione   | 23      | 2000-2001    | 2004-2005       |
| Seconda stagione | 22      | 2001-2002    | 2005-2006       |
| Terza stagione   | 22      | 2002-2003    | 2007            |
| Quarta stagione  | 22      | 2003-2004    | 2008            |